# Boschi di Castellino e Morrone
Boschi di Castellino e Morrone este o arie protejată (arie specială de conservare — SAC, sit de importanță comunitară — SCI) din Italia întinsă pe o suprafață de 2.761 ha, integral pe uscat.

## Localizare
Centrul sitului Boschi di Castellino e Morrone este situat la coordonatele 41°40′01″N 14°44′28″E / 41.666944°N 14.741111°E.

## Înființare
Situl Boschi di Castellino e Morrone a fost declarat sit de importanță comunitară în septembrie 1995 pentru a proteja 17 specii de animale. Situl a fost protejat și ca arie specială de conservare în martie 2017.

## Biodiversitate
Situată în ecoregiunea mediteraneană, aria protejată conține 3 habitate naturale: Râuri mediteraneene cu debit permanent cu specii de Paspalo-Agrostidion și galerii riverane de Salix și de Populus alba, Păduri panonice-balcanice de stejar turcesc - stejar sesil, Pajiști uscate seminaturale și facies de acoperire cu tufișuri pe substraturi calcaroase (Festuco-Brometalia) (* situri importante pentru orhidee).
La baza desemnării sitului se află mai multe specii protejate:
- păsări (15): fâsă-de-câmp (Anthus campestris), caprimulg (Caprimulgus europaeus), erete de stuf (Circus aeruginosus), erete vânăt (Circus cyaneus), erete cenușiu (Circus pygargus), presură de grădină (Emberiza hortulana), Falco biarmicus, șoim călător (Falco peregrinus), șoimul rândunelelor (Falco subbuteo), vânturel de seară (Falco vespertinus), sfrâncioc roșiatic (Lanius collurio), ciocârlie de pădure (Lullula arborea), gaia neagră (Milvus migrans), gaia roșie (Milvus milvus), viespar (Pernis apivorus)
- nevertebrate (2): fluturele de noapte (Eriogaster catax), Euplagia quadripunctaria

Pe lângă speciile protejate, pe teritoriul sitului au mai fost identificate 9 specii de plante.